# 加守田章二

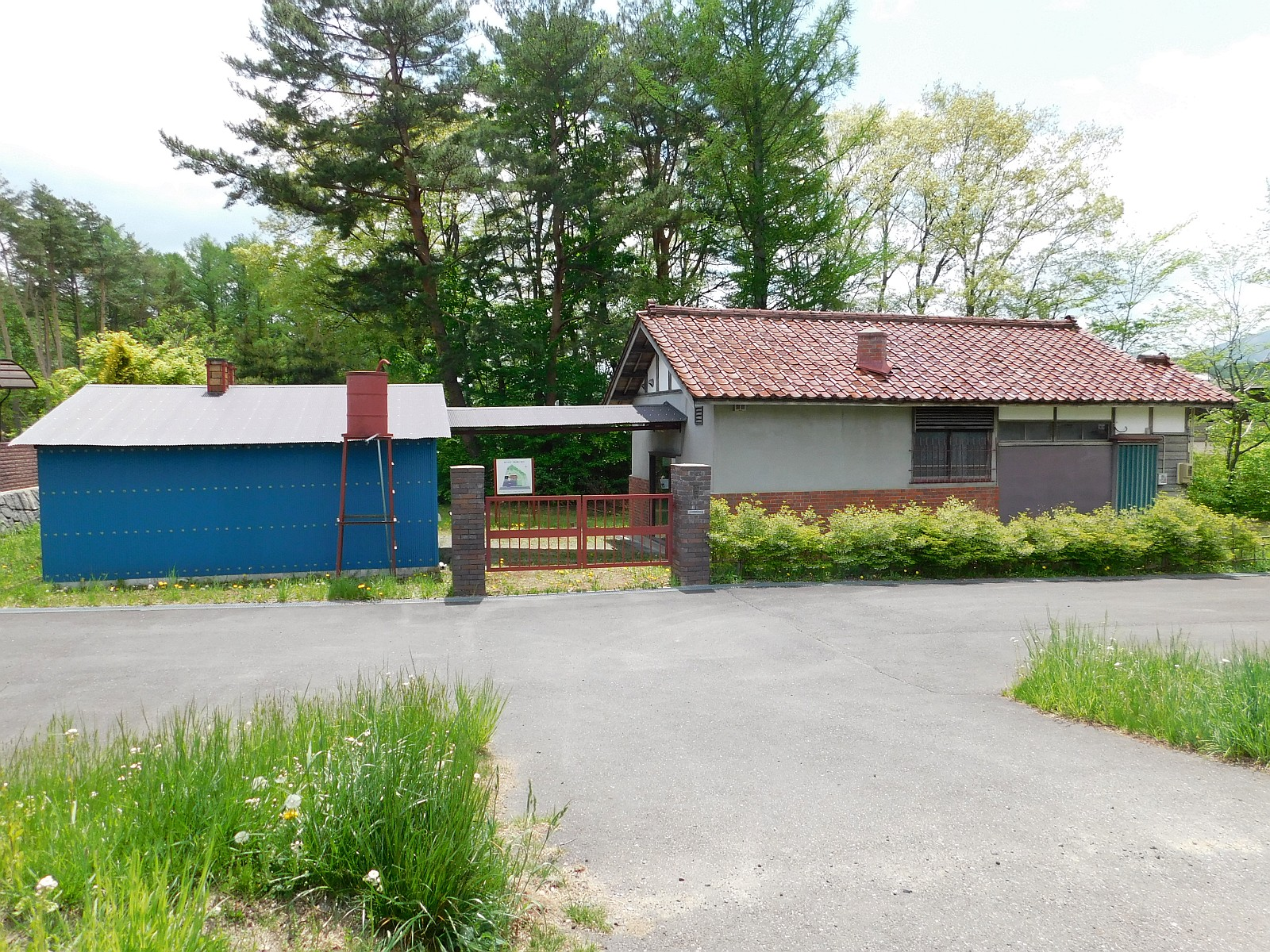
遠野市の陶房跡（左が窯場、右が住宅）

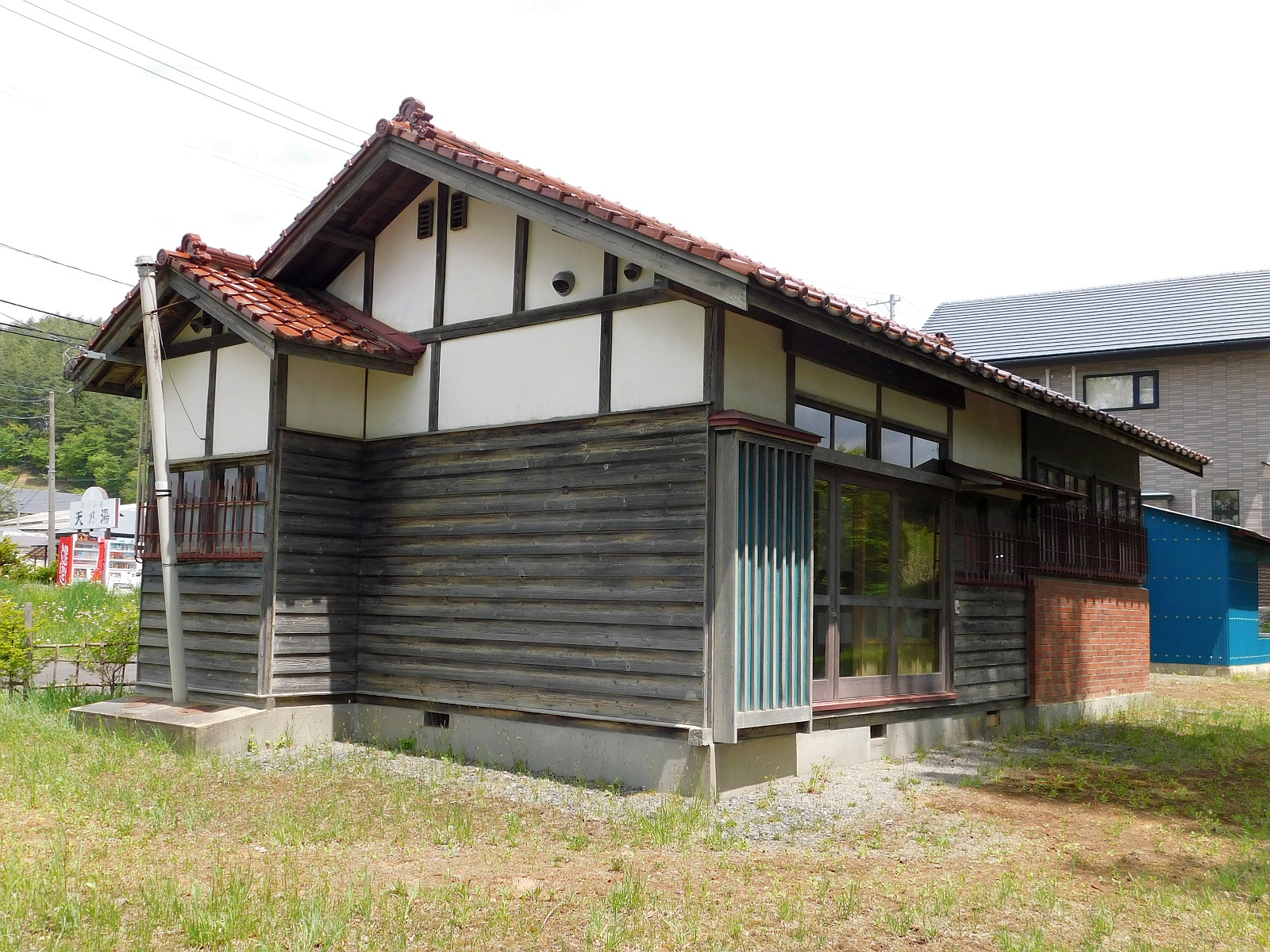
遠野市の旧居

加守田 章二（かもだ しょうじ、1933年（昭和8年）4月16日 - 1983年（昭和58年）2月26日）は、日本の栃木県芳賀郡益子町及び岩手県遠野の陶芸家。
伝統にとらわれないモダンなデザインを研究し独創的な器の形を創作し様々な形で広く展開した加守田の作品は、従来の陶芸の概念を超え多くの人を引きつけるとともに高い評価を受け、現在も多くの陶芸家たちに影響を与えている。

## 生涯
1933年（昭和8年）4月16日、大阪府岸和田市に加守田貞臣、八重子の長男として生まれる。
大阪府立岸和田高等学校在学中に油絵に興味を抱き、卒業後上京して学ぼうとしたがこれを断念し、1952年（昭和27年）に京都市立美術大学（現・京都市立芸術大学）工芸科陶磁器専攻に入学。教授の富本憲吉と助教授の近藤悠三の指導を受ける 。
1955年（昭和30年）、日立製作所傘下の「大甕陶苑」での実習の際に栃木県益子町を初めて訪れ、各家がそれぞれに窯を持っていることを知り強く惹かれ憧れた。
1956年（昭和31年）に卒業後、勧めに応えて「大甕陶苑」の技術員となったが、1958年（昭和33年）に「大甕陶苑」を退職し、日立製作所の派遣研究生をしながら益子の塚本製陶所の研究生となる。
翌年1959年（昭和34年）日立製作所も退職し益子町で独立する。
1960年（昭和35年）塚本製陶所の同僚であった細谷昌子と結婚した 。
初めの頃は益子焼の民芸調とは異なる作品を制作していたため不評であったが濱田庄司から注目されるようになる。
1961年（昭和36年）に日本伝統工芸展に初入選。
1964年（昭和39年）「現代国際陶芸展」「陶磁の新世代展」に招待出品。日本伝統工芸会正会員になる。1966年（昭和41年）ジャパン・アート・フェスティバルに招待出品。1967年（昭和42年）日本陶磁協会賞並びに高村光太郎賞を受章
。1968年（昭和43年）国立現代美術館主催「現代陶芸の新世代」に招待出品。その一方で伝統的な作風からの脱却を考えるようになり、日本工芸会正会員を辞し無所属となる。
そして1969年（昭和44年）から東北地方を旅行した際に岩手県遠野の地形、風土に魅せられたため、岩手県遠野市で作陶を行うようになる。益子に妻子を残し、遠野へは弟子のみを連れていき、まるで修行僧のように制作に打ち込み没頭していった。同年「ギャラリー手」にて「江崎一生・加守田章二・森陶岳　三人展」を開催。
1970年（昭和45年）「現代の陶芸―ヨーロッパと日本―」に招待出品。
1974年（昭和49年）に芸術選奨文部大臣賞を受賞。
そして1979年（昭和54年）には遠野を離れ、東京都東久留米市に画家の家を購入し陶房としそこへ移った。
1980年（昭和55年）には台北国立歴史博物館開催「中・日現代陶芸家作品展」招待出品をするも、白血病のため体調を崩し1981年（昭和56年）から宇都宮国立病院に入院療養したが、体調が良い時には制作も行い、病室で水彩画やペーパーデザインを試みた。
1983年（昭和58年）2月26日、肺炎のため自治医科大学附属病院で逝去した。享年49。

## 家族
弟の加守田貞三も陶芸家の道を歩んだ。
妻は長男・加守田太郎の実質的な師匠である加守田昌子。長男は「加守田窯」2代目である加守田太郎。次男に画家であり紙塑人形作家であり工芸や彫塑も手掛ける加守田次郎。三男に半農半陶の陶芸家である高根沢三郎（加守田三郎）。
長男・加守田太郎の妻に「濱田庄司由来の酵母」を使った益子町の移動式パン屋「泉's Bakery」店主である加守田泉。
そして長男・加守田太郎の娘であり加守田章二の孫となる加守田琳がいる。

## 弟子
- 岡尚文[30]
- 菊池明[31][32]
- 坂田甚内[33]
- 小島茂夫[34][35]
- 宮地芳久[36]
- 宮本康隆[37]
- 吉川心水